# Stanisław Romiszewski (opat)
Stanisław Romiszewski herbu Jelita (zm. 8 listopada 1611) – kanclerz kapituły katedralnej poznańskiej w latach 1595–1600, kanonik gnieźnieński, sekretarz królewski, opat cystersów w Paradyżu
Syn Adama Romiszewskiego z Romiszewic, chorążego i starosty łowickiego, i Małgorzaty Duninówny z Ujazdu.
Brat Jana (kasztelana rospierskiego) i Wincentego (kanonika). Stryj Jana Romiszewskiego (sekretarza królewskiego). Wuj Stanisława Warszyckiego, woj. podlaskiego oraz bp. Jakuba Zadzika (kanclerza w. koronnego).
Studiował na Akademii Krakowskiej (1575). Podskarbi abp. Stanisława Karnkowskiego. Kanonik gnieźnieński i kanclerz katedry poznańskiej (1595). Od 1589 dzierżawca dóbr wielkiej kapituły gnieźnieńskiej. Sekretarz królewski. Proboszcz skrzyneński. Po śmierci w 1599 Peregryna Kurskiego wybrany na opata cystersów w Paradyżu.
Deputat kapituły katedralnej poznańskiej na Trybunał Główny Koronny w 1605 roku.